# Les Malheurs d'Alfred
Pour plus de détails, voir Fiche technique et Distribution.
Les Malheurs d'Alfred est une comédie française réalisée par Pierre Richard, sortie le 1er mars 1972.

## Synopsis
Alfred Dhumonttyé, jeune architecte, est depuis son enfance un malchanceux chronique : tout ce qu’il entreprend rate lamentablement. Ses constructions ont une fâcheuse tendance à être détruites prématurément. Un soir, après un énième fiasco, Alfred décide de se suicider en se jetant à l'eau dans un canal à Paris. Par une extraordinaire coïncidence, le même jour à la même heure, Agathe Bodard, une ravissante présentatrice de télévision dépressive, se jette à l'eau au même endroit. Alfred et Agathe se sauvent mutuellement (et involontairement) de la noyade. Repêchés par la police, ils se retrouvent en garde à vue avec un exhibitionniste qui passait par là.
D'abord furieuse qu'il lui ait fait rater son suicide, la jeune femme héberge le malchanceux chez elle. Elle est l'assistante du présentateur vedette d'un jeu télévisé genre Intervilles, opposant une équipe parisienne à des équipes de province. Alfred, venu accompagner son voisin, passe les tests pour participer au jeu, et échoue. Mais l'ORTF a reçu des consignes du gouvernement pour truquer le jeu, afin de remonter le moral de la province exaspérée par l'arrogance des Parisiens. On retient donc les plus mauvais candidats, et on renvoie les bons. Alfred se retrouve, un peu par hasard, à la tête de l'équipe. 
Au fur et à mesure de la tournée en province de l'équipe, un tendre sentiment naît entre Agathe et Alfred, que la malchance rassemble. L'amour donne des ailes, et Alfred fait accidentellement gagner tous les jeux à son équipe alors qu'elle était censée perdre contre la province.

## Fiche technique
- Titre : Les Malheurs d'Alfred ou Après la pluie… le mauvais temps
- Réalisation : Pierre Richard, assisté de Bernard Bolzinger
- Scénario : Pierre Richard, Yves Robert, André Ruellan et Roland Topor
- Conseiller technique : Marco Pico (sous le nom de Marco Picaud)
- Musique composée et dirigée par : Vladimir Cosma
- Décors : Théobald Meurisse
- Photographie : Jean Boffety
- Son : Roger Letellier
- Montage : Ghislaine Desjonquères
- Production : Alain Poiré et Yves Robert
- Sociétés de production : Gaumont et La Guéville
- Société de distribution : Gaumont
- Pays d'origine :  France
- Langue : français
- Genre : comédie
- Format : couleur - 1,66:1 - Mono - 35 mm
- Durée : 98 minutes
- Date de sortie : 1er mars 1972 (France)
- Classification France : classé tous publics lors de sa sortie

## Distribution
- Pierre Richard : Alfred Dhumonttyé, architecte au chômage incroyablement malchanceux
- Anny Duperey : Agathe Bodard, speakerine, co-animatrice du jeu télé
- Pierre Mondy : François Morel, l'animateur vedette du jeu télé
- Jean Carmet : Paul, membre de l'équipe parisienne, se prenant pour un avocat
- Paul Préboist : le téléspectateur provincial
- Paul Le Person : le policier pointilleux à la déposition
- Mario David : Kid Barrantin, membre de l'équipe parisienne, boxeur
- Francis Lax : Boggy Pellot, membre de l'équipe parisienne, comédien bègue
- Yves Robert : le téléspectateur parisien
- Robert Dalban : Gustave, le chauffeur de Morel
- Daniel Laloux : un membre de l'équipe parisienne
- Jean Saudray : un membre de l'équipe parisienne, expert en Dr Schweitzer
- Yves Elliot : un membre de l'équipe parisienne
- Marco Perrin : Orlandi, le manager de Kid
- Danielle Minazzoli : Pauline, la première amoureuse d'Alfred devenue religieuse (créditée Danou Valdrini)
- Jean Obé : le responsable des tests de sélection
- Jean Mermet : l'exhibitionniste
- Evelyne Buyle : Lucrèce, l'amie d'Agathe
- André Nader : Le barman parisien
- Georges Beller : le troisième téléspectateur parisien, au café
- Patrick Messe : le deuxième téléspectateur parisien, au café
- Charles Charras : un examinateur aux tests de sélection
- Reine Villers : Catherine Morel, la femme de l'animateur (créditée Ren Villers)
- Serge Berry : le directeur des tests de sélection
- Jean Rupert : le maître d'hôtel
- Claude Debord : un examinateur aux tests de sélection

Acteurs non crédités
- Régis Anders : un journaliste sportif au combat de boxe
- Stéphane Bouy : un cadreur
- Marcel Gassouk : le serveur de la cantine
- Adrien Cayla-Legrand : un juge-arbitre
- Yvonne Dany : une vieille dame sur le pont, témoin des tentatives de suicide
- Jacques Monod : la voix du président

## Production
- Le tournage s'est déroulé à Senlis  et à Barbery dans l'Oise et à Honfleur dans le Calvados.
- La scène où l'on voit Pauline (Danielle Minazzoli) en religieuse et pendant laquelle Alfred (Pierre Richard) tente de la faire revenir à la raison a été tournée dans le cloître de l'abbaye Saint-Vincent de Senlis (Oise).

## Autour du film
- Le film passe la barre du million de spectateurs avec 1 304 579 entrées[1] .
- La scène où Alfred descend de la caravane en marche pour aller aux toilettes est censée se passer à minuit (heure qu'il précise à l'expert en Dr Schweitzer, en référence au film de 1952 Il est minuit, docteur Schweitzer d'André Haguet, lui même adapté d'une pièce de théâtre de Gilbert Cesbron), alors que les plans extérieurs montrent nettement une brume matinale.
- Pierre Richard, Jean Carmet, Paul Le Person et Jean Saudray s'étaient déjà rencontrés dans Alexandre le Bienheureux sous la direction d'Yves Robert. Ils vont ensuite se retrouver dans Le Grand Blond avec une chaussure noire du même Yves Robert ; Jean Obé sera également présent dans ce dernier film.
- Le rôle du comédien bègue est tenu par Francis Lax. Il renouvelle ses apparitions aux côtés de Pierre Richard dans Je sais rien, mais je dirai tout et dans Je suis timide mais je me soigne mais il se spécialise dans le doublage. Il devient entre autres la voix de Han Solo dans Star Wars, de Hutch dans Starsky et Hutch, de Magnum, de Fozzie, de Scooter et de Sam l'aigle dans Le Muppet Show ou encore celles du Schtroumpf à lunettes et du Schtroumpf maladroit dans Les Schtroumpfs.